# Annika Dahlman
Annika Elisabeth Dahlman (Skövde, 24 gennaio 1964) è un'ex fondista svedese.

## Biografia
In Coppa del Mondo ottenne il primo risultato di rilievo il 3 marzo 1984 a Lahti (20ª) e l'unico podio il 10 gennaio 1987 a Calgary (2ª).
In carriera prese parte a un'edizione dei Giochi olimpici invernali, Calgary 1988 (28ª nella 10 km), e a una dei Campionati mondiali, vincendo una medaglia.

## Palmarès

### Mondiali
- 1 medaglia:
  - 1 bronzo (staffetta[1] a Oberstdorf 1987)

### Coppa del Mondo
- Miglior piazzamento in classifica generale: 15ª nel 1987
- 1 podio (individuale[2])[3]:
  - 1 secondo posto